# Enação
Enação é um termo cunhado pelos biólogos chilenos Humberto Maturana e Francisco Varela (1980, citados por Varela e cols., 1993), a partir da expressão espanhola en acción.
A enação pode ser compreendida em dois pontos congruentes e complementares:
1 - A ação guiada pela percepção, ou seja, a compreensão da percepção é a compreensão da forma pela qual o sujeito percebedor consegue guiar suas ações na situação local.
"Na medida em que estas situações locais se transformam constantemente devido à atividade do sujeito percebedor, o ponto de referência necessário para compreender a percepção não é mais um mundo dado anteriormente, independente do sujeito da percepção, mas a estrutura sensório-motora do sujeito."(Varela e cols., 1993, p. 235)
2 - A cognição, em suas estruturas, emerge dos esquemas sensório-motores vivenciados que permitem à ação ser construída e guiada pela percepção. É a estrutura vivencial sensório-motora contextualizada, "a maneira pela qual e sujeito percebedor está inscrito num corpo, [...] que determina como o sujeito pode agir e ser modulado pelos acontecimentos do meio." (Varela e cols., 1993, p. 235)